# 鉄-シトクロムcレダクターゼ
鉄-シトクロムcレダクターゼ（iron-cytochrome-c reductase）は、次の化学反応を触媒する酸化還元酵素である。
フェロシトクロムc + Fe3+ {\displaystyle \rightleftharpoons } フェリシトクロムc + Fe2+
反応式の通り、この酵素の基質はフェロシトクロムcとFe3+、生成物はフェリシトクロムcとFe2+である。補因子として鉄を用いる。
組織名はferrocytochrome-c:Fe3+ oxidoreductaseである。